# Batalha das Ilhas Santa Cruz
A Batalha das Ilhas Santa Cruz foi uma batalha aeronaval da Guerra do Pacífico durante a Segunda Guerra Mundial, que se realizou entre o meio-dia de 25 e 27 de outubro de 1942 entre Guadalcanal e as Ilhas Santa Cruz, um grupo de ilhas pertencentes ao arquipélago das ilhas Salomão, que se encontra a 400 quilómetros a sudeste do arquipélago principal.
Nesta batalha defrontaram-se a Marinha Imperial Japonesa e a Marinha dos Estados Unidos, e inscreve-se no conjunto de combates entre o Império do Japão e os Aliados pelo controle da zona marítima de Guadalcanal, o que envolvia o desembarque de unidades terrestres na ilha e permitia a vitória da batalha terrestre de Guadalcanal, desenvolvida em simultâneo.
À pressão estadunidense, acrescentava-se a pressão japonesa pela posse da ilha, território estrategicamente localizado no Pacífico. Quando tudo levava a crer aos Aliados que a situação acalmava-se no local, a descoberta de porta-aviões japoneses ao largo de uma ilha próxima, despoletou a batalha.